# Guy Stroumsa
Guy G. (Gedalyah) Stroumsa (hebreiska: גי (גדליה) סטרומזה), född 27 juli 1948 i Paris, är Martin Buber-professor emeritus i jämförande religionsforskning vid Hebreiska universitetet i Jerusalem och professor emeritus i studiet av de abrahamitiska religionerna vid Oxfords universitet, där han också är emeritus fellow vid Lady Margaret Hall. Han är även medlem av Israel Academy of Sciences and Humanities. Stroumsa har dubbelt medborgarskap, såväl israeliskt som franskt.

## Akademisk karriär
Guy Stroumsa avlade 1969, vid 21 års ålder, sin kandidatexamen (Bachelor of Arts) vid Hebreiska universitetet ”med beröm” godkänd (cum laude). Han studerade därefter vid Harvard University där han 1975 erhöll sin magisterexamen (Master of Arts) och 1978 disputerade som filosofie doktor (Doctor of Philosophy). Mellan åren 1978 och 2009 var han verksam vid Hebreiska universitetet i Jerusalem där han år 1991 utnämndes till Martin Buber-professor i jämförande religionsforskning. Sedan 2009 innehar han tjänsten som professor emeritus. Samma år tillträdde han som professor i studiet av de abrahamitiska religionerna vid Oxfords universitet, och från 2013 innehar han den tjänsten som professor emeritus.
Guy Stroumsa är en judisk forskare med franskt ursprung som har stor kännedom om de abrahamitiska traditionerna och som har givit betydande bidrag till studier om religion i allmänhet.

## Publikationer
| Böcker |
| --- |
| 1. Another Seed: Studies in Gnostic Mythology (Nag Hammadi Studies 24; Leiden: Brill, 1984) 2. Savoir et salut: traditions juives et tentations dualistes dans le christianisme ancien (Paris: Le Cerf, 1992) 3. Hidden Wisdom: Esoteric Traditions and the Roots of Christian Mysticism (Studies in the History of Religions 70; Leiden: Brill, 1996) [reviderad och utökad pocketutgåva, 2005] = La sapienza nascosta: Tradizioni esoteriche e radici del misticismo cristiano (Rome: Arkeios, 2000) 4. Barbarian Philosophy: The Religious Revolution of Early Christianity (Tübingen: Mohr Siebeck, 1999) 5. Tillsammans med Jacques Le Brun, Les juifs présentés aux chrétiens: textes de Léon de Modène et de Richard Simon, introduits et commentés (Paris: Belles Lettres, 1998) 6. La formazione dell'identita cristiana (Brescia: Morcelliana, 1999) 7. Kanon und Kultur: Zwei Studien zur Hermeneutik des antiken Christentums (Berlin, New York: de Gruyter, 1999) 8. La fin du sacrifice: Mutations religieuses de l'antiquité tardive (Collège de France; Paris: Odile Jacob, 2005) = La fine del sacrificio: Le mutazioni religiose della tarda antichita (Turin: Einaudi, 2006) = The End of Sacrifice: Religious Transformations of Late Antiquity (Chicago: Chicago University Press, 2009) 9. Le rire du Christ et autres essais sur le christianisme antique (Paris: Bayard, 2006) 10. A New Science: The Discovery of Religion in the Age of Reason (Cambridge, Mass.: Harvard University Press, 2010). 11. The Making of the Abrahamic Religions in Late Antiquity (Oxford, New York: Oxford University Press, 2015) 12. The Scriptural Universe of Ancient Christianity. Cambridge, MA: Harvard University Press. 2016. ISBN 9780674545137. OCLC 946907364. 13. Religions d'Abraham: histoires croisees. Geneva: Labor et Fides. 2017. |

| Böcker som redaktör |
| --- |
| 1. Tillsammans med Sh. Shaked & D. Shulman: Gilgul: Transformations, Revolutions and Permanence in the History of Religions, Honor of R. J. Z. Werblowsky (Suppl. to Numen 50; Leiden: Brill, 1987) 2. Tillsammans med Sh. Shaked & I. Gruenwald: Messiah and Christos: Studies in the Jewish Origins of Christianity, presented to David Flusser at the Occasion of his Seventy Fifth Birthday (Tübingen: Mohr Siebeck, 1992) 3. Tillsammans med O. Limor: Contra Judaeos: Ancient and Medieval Polemics Between Christians and Jews (Texts and Studies in Medieval and Early Modern Judaism: Tübingen: Mohr Siebeck; 1995) 4. Tillsammans med H. G. Kippenberg: Secrecy and Concealment: Studies in the History of Mediterranean and Near Eastern Religions (Studies in the History of Religions 65; Leiden: Brill, 1995) 5. Shlomo Pines, Studies in the History of Religion (The Collected Works of Shlomo Pines, volume IV; Jerusalem: Magnes, 1996) 6. Tillsammans med G. Stanton: Tolerance and Intolerance in Ancient Judaism and Early Christianity (Cambridge: Cambridge University Press; 1998; Pocketutgåva, Cambridge, 2008) 7. Tillsammans med A. Kofsky: Sharing the Sacred: Religious Contacts and Conflicts in the Holy Land, 1st.–15th century (Jerusalem: Ben Zvi; 1998) 8. Tillsammans med A. Baumgarten & J. Assmann, Soul, Self, Body in Religious Experience: Studies in the History of Religions (Leiden: Brill, 1998) 9. Tillsammans med D. Shulman: Dream Cultures: Explorations in the Comparative History of Dreaming (New York: Oxford University Press, 1999) 10. Tillsammans med J. Assmann, Transforming the Inner Self in Ancient Religions (Leiden: Brill, 1999) 11. Tillsammans med D. Shulman, Self and Self Transformation in the History of Religions (New York: Oxford University Press, 2001; Paperback edition, Oxford, 2002) 12. Tillsammans med Jan Assmann, Archiv für Religionsgeschichte 3 (2002), "Das 17. Jahrhundert und die Ursprünge der Religionsgeschichte" (Munich, Leipzig: Saur) 13. Tillsammans med M. Finkelberg, Homer, the Bible, and Beyond: Literary and Religious Canons in the Ancient World (Jerusalem Studies in Religion and Culture, 2; Leiden, Boston: Brill, 2003) 14. Tillsammans med O. Limor, Christians and Christianity in the Holy Land: From the Origins to the Latin Kingdoms (Turnhout: Brepols, 2006) 15. Gershom Scholem and Morton Smith: Correspondence, 1945–1982 (Jerusalem Studies in Religion and Culture; Leiden: Brill, 2008) 16. Tillsammans med Markus Bockmuehl, Paradise in Antiquity: Jewish and Christian Views (Cambridge: Cambridge University Press, 2010) 17. Tillsammans med R. Bonfil, O. Irshai & R. Talgam, Jews of Byzantium: Dialectics of Minority and Majority Cultures (Jerusalem Studies in Religion and Culture: Leiden: Brill, 2011) 18. Tillsammans med B. Dignas & R. Parker, Priests and Prophets among Pagans, Jews and Christians (Leuven: Peeters, 2013). 19. Tillsammans med A. Silverstein & M. Blidstein, Oxford Handbook of the Abrahamic Religions (Oxford, New York: Oxford University Press, 2015) |

| Artiklar |
| --- |
| 1. "Which Jerusalem?," Cathedra 11 (1979), 119–124 (in Hebrew) 2. Tillsammans med F. F. Church, "Mani's Disciple Thomas and the Psalms of Thomas", Vigiliae Christianae 34 (1980), 47–55. 3. "Chaldaean Oracles", Numen 27 (1980), 162–172 (Review article). 4. "The Gnostic Temptation", Numen 27 (1980), 278–286 (Review article). 5. "Le couple de l'Ange et de l'Esprit; traditions juives et chrétiennes", Revue Biblique 88 (1981), 42–61. 6. "Aher: a Gnostic", B. Layton, ed., The Rediscovery of Gnosticism, II (Suppl. to Numen, 41; Leiden: Brill, 1981), 228–238. 7. "Ascèse et Gnose: aux origines de la spiritualité monastique", Revue Thomiste 81 (1981), 557–576. 8. "Polymorphie divine et transformations d'un mythologème: l'Apocryphon de Jean et ses sources", Vigiliae Christianae 35 (1981), 412–434. 9. "Aspects de l'eschatologie manichéenne", Revue de l'Histoire des Religions 198 (1981), 163–181. 10. "The Hidden Closeness: on the Church Fathers and Judaism", Mehkarei Yerushalaim be-Mahshevet Ysrael 2 (1982), 170–175] (på hebreiska; Review article). 11. "Origen on God's Incorporeality: Context and Implications", Religion 13 (1983), 345–358. 12. "Form(s) of God: Some Notes on Metatron and Christ", Harvard Theological Review 76 (1983), 269–288. 13. "Monachisme et marranisme chez les manichéens d'Egypte", Numen 29 (1983), 184–201. 14. "König und Schwein: zur Struktur des manichäischen Dualismus", J. Taubes, ed., Gnosis und Politik (Paderborn: Fink-Schoningh, 1984), 141–153. 15. "Gnostics and Manichaeans in Byzantine Palestine", M. Livingstone, ed., Studia Patristica 10 (Kalamazoo: Cistercian Press, 1985), 273–278. 16. "Die Gnosis und die christliche 'Entzauberung der Welt'", W. Schluchter, ed., Max Webers Sicht des antiken Christentums: Interpretation und Kritik (Frankfurt: Suhrkamp, 1985), 486–508. 17. "Seal of the Prophets: the Nature of a Manichaean Metaphor," Jerusalem Studies in Arabic and Islam 7 (1986), 61–74. 18. "Esotericism in Mani's Thought and Background", L. Cirillo, ed., Codex Manichaicus Coloniensis (Cosenza: Marra, 1986), 153–168. 19. "The Manichaean Challenge to Egyptian Christianity", B. Pearson & J. Goehring, eds, The Roots of Egyptian Christianity (Philadelphia: Fortress Press, 1986), 307–319. 20. "Old Wines and New Bottles: on Patristic Soteriology and Rabbinic Judaism", S.N. Eisenstadt, ed., The Origins and Diversity of Axial Age Civilizations (Albany: SUNY Press, 1986), 252–260; "Alter Wein und neue Schlauche: Über patristische Soteriologie und rabbinisches Judentum", S. N. Eisenstadt, Hrg., Kulturen der Achsenzeit: Ihre Ursprünge und Ihre Vielfalt (Frankfurt: Suhrkamp, 1987), vol II, 38–51. [tysk översättning]. 21. "Myth into Metaphor: the Case of Prometheus", Sh. Shaked, D. Shulman & G. G. Stroumsa, eds., Gilgul:Transformation, Revolution and Permanence in the History of Religions, Honour of R. J. Zwi Werblowsky (Suppl. to Numen; 50; Leiden: Brill, 1987), 309–323. 22. "The Words and the Works: Religious Knowledge and Salvation in Augustine and Faustus of Milevis", S. N. Eisenstadt & I. F. Silver, eds., Cultural Traditions and Worlds of Knowledge: Explorations in the Sociology of Knowledge (Knowledge and Society, 7; Greenwich, Conn. & London; JAI Press, 1988), 73–84. 23. Tillsammans med S. Stroumsa, "Anti-Manichaean Polemics in Late Antiquity and under Early Islam", Harvard Theological Review 81 (1988), 37–58. 24. "Mythos und Erinnerung: Jüdische Dimensionen der gnostischen Revolte gegen die Zeit", Judaica 44 (1988), 15–30. 25. "Vetus Israel: les juifs dans la littérature hiérosolymitaine d'époque byzantine", Revue de l'Histoire des Religions 205 (1988), 115–131. 26. "Religious Contacts in Byzantine Palestine", Numen 36 (1989), 16–41. 27. "Caro salutis cardo: Shaping the Person in Early Christian Thought", History of Religions 30 (1990), 25–50. 28. "Paradosis: Traditions ésotériques dans le christianisme des premiers siècles", La fable apocryphe, II, Apocrypha 2 (Turnhout: Brepols, 1991), 133–153. 29. "Titus of Bostra and Alexander of Lycopolis: a Patristic and a Platonist Refutation of Manichaean Dualism", R. T. Wallis, ed., & J. Bregman, ass. ed. Neoplatonism and Gnosticism (Studies in Neoplatonism, Ancient and Modern, 6; Albany: S.U.N.Y. Press, 1991), 339–351. 30. "Moses' Riddles: Esoteric Trends in Patristic Hermeneutics", Sh. Biedermann & B. A. Scharfstein, eds., Interpretation in Religion (Philosophy and Religion, 2; Leiden: Brill, 1992), 229–248. 31. "The Early Christian Fish-Symbol Reconsidered", I. Gruenewald, Sh. Shaked & G. G. Stroumsa, eds., Messiah and Christos: Studies in the Jewish Origins of Christianity, in Honour of David Flusser (Tübingen: Mohr Siebeck, 1992), 199–205. 32. "Herméneutique biblique et identité: l'exemple d' Isaac", Revue Biblique 99 (1992), 529–543. 33. "Gnosis and Judaism in Nineteenth Century Christian Thought", Journal of Jewish Thought and Philosophy, 2 (1992), 45–62. Återutgiven i Ch. Schulte, E. Goodman-Thau, G. Mattenklott, eds., Kabbalah und Romantik (Tübingen: Niemeyer, 1994), 43–57. 34. "Anti-Cathar Polemics and the Liber de duobus principiis ", B. Lewis & F. Niewöhner, eds., Religionsgespräche im Mittelalter (Wolfenbütteler Mittelalter-Studien, 4; Wiesbaden: Harrassowitz, 1992), 169–183. 35. "Interiorization and Intolerance in Early Christianity", J. Assmann, ed., Die Erfindung des inneren Menschen (Studien zum Verstehen fremder Religionen, 6; Guttersloh: Mohn, 1993), 168–182. 36. "Le radicalisme religieux du christianisme ancien", A. Le Boulluec & E. Patlagean, eds., Retours aux Ecritures (Bibliothèque de l' Ecole Pratique des Hautes Etudes; Louvain: Peeters,1993), 347–374; "Early Christianity as Radical Religion: Context and Implications", Israel Oriental Studies 14 (1994), 173–193. [lätt reviderad engelsk översättning]. 37. "Religious Transformations and Societal Changes", Ü. Kirdar & L. Silk, eds., A World Fit for People (New York, London, New York Univ. Press, 1994), 253–263. 38. "A Zoroastrian Origin to the Sefirot ?", Sh. Shaked & A. Netzer, eds., Irano-Judaica 3 (Jerusalem: Ben Zvi, 1994), 17–33. 39. "Gnostic Secret Myths", Ch. Elsas et al., eds., Tradition und Translation: Festschrift Carsten Colpe (Berlin, New York: de Gruyter, 1994), 26–41. 40. "Mystical Descents", J. J. Collins & M. Fishbane, eds., Death, Ecstasy and Other Worldly Journeys (Albany, N.Y.: SUNY Press, 1995), 139–154. 41. "Clement, Origen, and Jewish Esoteric Traditions", G. Dorival, ed., Origeniana Sexta, (Leuven: Peeters, 1995), 61–80; Återutgiven i A. & J. Assmann, eds., Schleier und Schwelle, II: Geheimnis und Offenbarung (Archäologie der literarischen Kommunikation, II; Paderborn: Fink Verlag, 1998), 123–142. 42. "The Body of Truth and its Measures: New Testament Canonization in Context", H. Preissler & H. Seiwert, eds., Festschrift Kurt Rudolph, (Marburg: Diagonal, 1995), 307–316. 43. "From Esotericism to Mysticism in Early Christianity", H. Kippenberg & G. G. Stroumsa, eds., Secrecy and Concealment: Studies in the History of Mediterranean and Near Eastern Religions (Numen Book Series 65; Leiden: Brill, 1995), 289–309. 44. "From Anti-Judaism to Antisemitism in Early Christianity?," O. Limor & G. Stroumsa, eds., Contra Judaeos Ancient and Medieval Polemics between Christians and Jews (Texts and Studies in Mediaeval and Early Modern Judaism; Tübingen: Mohr Siebeck, 1995), 1–26. 45. "Myth as Enigma: Cultural Hermeneutics in Late Antiquity", G. Hasan-Rokem & D. Shulman, eds., Untying the Knots: On Riddles and Other Enigmatic Modes (New York: Oxford University Press, 1996), 271–283. 46. "Philosophy of the Barbarians: On Early Christian Ethnological Representations", H. Cancik, H. Lichtenberger & P. Schäfer, eds., Geschichte-Tradition-Reflexion: Festschrift Martin Hengel (Tübingen: Mohr Siebeck, 1996), vol. II, 339–368. 47. "Hebrew Humanism Revisited: Jewish Studies and Humanistic Education in Israel", Jewish Studies Quarterly, 3 (1996), 123–135. 48. "Jewish Myth and Ritual and the Beginnings of Comparative Religion: The Case of Richard Simon", Journal of Jewish Thought and Philosophy 6 (1997), 19–35. 49. "Milk and Meat: Augustine and the End of Ancient Esotericism", A. & J. Assmann, eds., Schleier und Schwelle, I: Geheimnis und Offentlichkeit (Archäologie der literarischen Kommunikation V.1; Paderborn: Fink Verlag,1997), 251–262. 50. "Comparatisme et philologie: Richard Simon et les origines de l'orientalisme," F. Boespflug et F. Dunand, eds., Le comparatisme dans l'histoire des religions (Paris: Cerf, 1997), 47–62. 51. "Gnostische Gerechtigkeit und Antinomismus: Epiphanes' Über die Gerechtigkeit", A. Assmann, B. Janowski & M. Welker, eds., Gerechtigkeit: Richten und Retten in der abendländischen Tradition und ihren altorientaischen Ursprungen (Paderborn: W. Fink, 1998), 149–161. 52. "Tertullian on Idolatry and the Limits of Tolerance", G. Stanton & G. Stroumsa, eds., Tolerance and Intolerance in Early Judaism and Christianity (Cambridge: Cambridge University Press, 1998), 172–184. 53. "Mystical Jerusalems," L.I. Levine, ed., Jerusalem: its Sanctity and Centrality in Judaism, Christianity and Islam (New York, Jerusalem: Continuum and Magnes, 1998), 349–370. 54. "Jewish and Gnostic Traditions among the Audians", A. Kofsky & G. Stroumsa, eds., Sharing the Sacred: Religious Contacts and Conflicts in the Holy Land, 1st-15th Cent. (Jerusalem, Ben Zvi, 1998), 97–108. 55. With P. Fredriksen, "The Two Souls and the Divided Will", A. Baumgarten, J. Assmann, G. G. Stroumsa, eds., Soul, Self, Body in Religious Experience, (Studies in the History of Religions; Leiden: Brill, 1998), 198–217. 56. "Celsus, Origen, and the Nature of Religion," L. Perrone, ed., Discorsi di verita: paganesimo, giudaism e cristianesimo a confronto nel "Contro Celso" di Origene (Studia Ephemeridis Augustinianum; Rome: Institutum Patristicum Augustinianum, 1998), 81–94. 57. "Buber as an Historian of Religion: Presence, not Gnosis ", Archives de Sciences Sociales des Religions 101 (1998), 1–17; Återutgiven i P. Mendes-Flohr, ed., Martin Buber: A Contemporary Perspective (Syracuse, Jerusalem: Israel Academy of Sciences and Humanities, 2002), 25–47.] 58. "The Christian Hermeneutical Revolution and its Double Helix," P. W. van der Horst et al., eds., The Use of Sacred Books in the Ancient World (Leuven: Peeters, 1998), 9–28. 59. "Georges Dumézil, Ancient German Myths, and Modern Demons," Zeitschrift für Religionswissenschaft 6 (1998), 125–136. 60. "Dreams and Visions in Early Christian Discourse," D. Shulman & G. G. Stroumsa, eds., Dream Cultures: Towards a Comparative History of Dreaming (New York: Oxford University Press, 1999), 129–212. 61. "Du repentir à la pénitence: l'exemple de Tertullien," A. Charles-Saget, ed., Retour, repentir et constitution de soi (Paris: Vrin, 1998), 74–94; "From Repentance to Penance in Early Christianity: Tertullian's De paenitentia in Context," i J. Assmann & G. G. Stroumsa, eds., Transformations of the Inner Self in Ancient Religions (Leiden: Brill, 1999), 167–178. [lätt reviderad översättning]. 62. "Purification and its Discontents: Mani's Rejection of Baptism," J. Assmann & G. G. Stroumsa, eds., Transforming the Inner Self in Ancient Religions (Leiden: Brill, 1999), 405–420; Återutgiven i J. A. North & S. R. F. Price, eds., The Religious History of the Roman Empire: Pagans, Jews and Christians (Oxford Readings in Classical Studies; Oxford, New York: Oxford University Press, 2011), 460–478. 63. "From Cyril to Sophronius: Jerusalem Literature from the Byzantine Period", M. Stern, S. Safrai, Y. Tsafrir, eds., Sefer Yerushalaim (Jerusalem: Ben Zvi, 1999), 419–440 [in Hebrew]. 64. "The Birth of Manichaean Studies: Isaac de Beausobre Revisited," R. E. Emmerick, W. Sundermann, & P. Zieme, eds., Studia Manichaica (Berlin: Akademie Verlag, 2000), 601–612. 65. "Homeros Hebraios: Homère et la Bible aux origines de la culture européenne (17e-18e. siècles)," M. A. Amir-Moezzi & J. Scheid, eds., L'Orient dans l'histoire religieuse de l'Europe (Turnhout: Brepols, 2000), 87–100. 66. "John Spencer and the Roots of Idolatry," History of Religions 40 (2001), 1–23. 67. "Richard Simon: From Philology to Comparativism," Archiv für Religionsgeschichte 3 (2001), 89–107. 68. "Madness and Divinization in Early Christian Monasticism", D. Shulman & G. Stroumsa, eds., Self and Self transformations in the History of Religions (New York: Oxford University Press, 2002), 73–88. 69. "Thomas Hyde and the Birth of Zoroastrian Studies," Jerusalem Studies in Arabic and Islam (JSAI) 26 (2002), 216–230. 70. "Enlightenment Perceptions of Roman Religion," J. Rüpke et al., eds., Epitome tes oikoumenes: Studien zur römischen Religion in Antike und Neuzeit (Potsdam: Steiner, 2002), 193–202. 71. "Du maître de sagesse au maître spirituel," G. Filoramo, ed., Maestro e discepolo: Temi e problemi della direzione spirituale traVI secolo a.C. e VII secolo d.C. (Brescia: Morcelliana, 2002), 13–24; "From Master of Wisdom to Spiritual Master," D. Brakke, M. L. Satlow, S. Weitzman, eds., Religion and the Self in Antiquity (Bloomington and Indianapolis: Indiana University Press, 2005), 183–196). [översättning]. 72. "Early Christianity: a Religion of the Book?," M. Finkelberg & G. Stroumsa, eds., Homer, The Bible and Beyond: Literary and Religious Canons in the Ancient World (Jerusalem Studies in Religion and Culture, 2; Leiden: Brill, 2003), 153–173; ”El Cristianismo en sus Orígenes: una Religión del Libro?”, ‘Illu, Revista de Ciencias de las Religiones, 7 (2002), 121–139. [Spansk översättning]. 73. "Antiquitates Judaicae: Some Precursors of the Modern Study of Israelite Religion,", H. Lapin & D. Martin, eds., Jews, Antiquity, and the Nineteenth Century Imagination (Bethesda: University Press of Maryland, 2003), 17–32. 74. "Alexandria and the Myth of Multiculturalism," L. Perrone, ed., Origeniana Octava: Origen and the Alexandrian Tradition / Origene e la tradizione alesandrina (Leuven: Peeters, 2003), I, 23–29. 75. "Comments on Charles Hedrick’s Article: a Testimony," Journal of Early Christian Studies, 11 (2003), 147–153. 76. "A Nameless God: Judaeo-Christian and Gnostic Theologies of the Name," P. J. Tomson & D. Lambers-Petry, eds., The Image of the Judaeo-Christians in Ancient Jewish and Christian Literature (Tübingen: Mohr Siebeck, 2003), 230–243. 77. "Christ’s Laughter: Docetic Origins Reconsidered," Journal of Early Christian Studies, 12 (2004), 267–288. 78. "Cultural Memory in Early Christianity: Clement of Alexandria and the History of Religions," S. N. Eisenstadt, J.P. Arnason & B. Wittrock, eds., Axial Civilizations and World History (Jerusalem Studies in Religion and Culture 4; Leiden, Boston, Köln: Brill, 2005), 293–315. 79. "Moses the Lawgiver and the Idea of Civil Religion in Patristic Thought," G. Filoramo, ed., Teologie politiche: modelli a confronto (Brescia: Morcelliana, 2005), 135–148. 80. "In illo loco: Paradise Lost in Early Christian Mythology," Sh. Shaked, ed., Genesis and Regeneration: Essays on Conceptions of Origins (Jerusalem: Israel Academy of Sciences and Humanities, 2005), 110–126. 81. "Noah's Sons and the Religious Conquest of the Earth: Samuel Bochart and his Followers," M. Mulsow & J. Assmann, eds., Sintflut und Gedächtnis (Munich: Fink, 2006), 307–318. 82. "Myth into Novel: the Late Freud on Early Religion," R. Ginzburg & I. Pardes, eds., New Perspectives on Freud's “Moses and Monotheism”, (Tübingen: Niemeyer, 2006), 203–216. 83. "To See or not to See: on the Early History of the visio beatifica," P. Schaefer, ed., Wege mystischer Gotteserfahrung/ Mystical Approaches to God (Schriften des Historischen Kollegs Kolloquien 65; Oldenburg: Historisches Kolleg München, 2006), 67–80. 84. "Arnaldo Momigliano and the History of Religions," P. Miller, ed., Arnaldo Momigliano and the Antiquarian Foundations of Modern Cultural History (Toronto: Toronto University Press, 2007), 286–311. 85. "Religious Dynamics between Christians and Jews in Late Antiquity," A. M. Casiday & F. Norris, eds., Cambridge History of Christianity, 300–600 (Cambridge: Cambridge University Press, 2007), 151–172. 86. Tillsammans med Ronnie Goldstein, “The Greek and Jewish Origins of Docetism: a New Proposal,” Zeitschrift für Antikes Christentum/ Journal of Ancient Christianity 10 (2007), 423–441. 87. “False Prophet, False Messiah and the Religious Scene in Seventh-Century Jerusalem,“ J. Carlton Paget & M. Bockmuehl, eds., Redemption and Resistance: The Messianic Hopes of Jews and Christians in Antiquity (Edinburgh: T. & T. Clark, 2007), 278–289. 88. "Eastern Wisdoms in Late Antiquity," Annual of Medieval Studies at Central European University 14 (2008), 31–40, Reka Forai, ed. 89. “Communautés religieuses, communautés de savoir,” Christian Jacob, ed., Lieux de savoir, vol. 1, Espaces et communautés (Paris: Albin Michel, 2007), 271–278. 90. "The End of Sacrifice: Religious Mutations of Late Antiquity," M. Misset-van der Weg, ed., Empsuchoi Logoi: Festschrift Pieter van der Horst (Leiden: Brill, 2008), 29–46; En något annorlunda version i J. Arnason & K. Raaflaub, eds., The Roman Empire in Context: Historical and Comparative Perspectives (London: John Wiley, 2011), 134–147. 91. "The Scriptural Movement of Late Antiquity and Christian Monasticism," JECS 16 (2008), 61–76. 92. “Lettre à Pier Cesare Bori”, Annali di Storia dell’Esegesi 25 (2008), 167–170. 93. “Christian Memories and Visions of Jerusalem in Jewish and Islamic Context,” Oleg Grabar & Benjamin Zeev Kedar, eds., Where Heaven and Earth Meet: Jerusalem's Holy Esplanade (Jerusalem, Austin: Ben Zvi Institute and University of Texas Press, 2009), 321–333 & 404–405. 94. "Sacrifice and Martyrdom in the Roman Empire," Archivio di Filosofia 76 (2008) [Il Sacrificio,] 145–154. 95. "The History of Religions as a Subversive Discipline," (Hebrew), Igeret 31 (2009), 17–18. 96. “Ex Oriente Numen: From Orientalism to Oriental Religions,” Corinne Bonnet, Vinciane Pirenne-Delforge, Danny Praet, eds., Franz Cumont et les religions orientales (Brussels, Rome: Istituto storico belga di Roma, 2009), 89–101. 97. “Les martyrs chrétiens et l’inversion des émotions,” Philippe Borgeaud, Anne-Caroline Rendu Loisel, eds., Violentes émotions: Approches comparatistes (Recherches et rencontres 27; Droz: Geneva, 2010), 167–181. 98. “La religion impensable et la naissance de l’histoire des religions,” Pierre-Antoine Fabre, Annie Tardits & François Trémolières, eds., L’impensable qui fait penser: histoire, théologie, psychanalyse, Pour Jacques Le Brun (Le genre humain ; Paris: Seuil, 2009), 65–80. 99. "History of Religions: Old Problems, New Challenges," Historia Religionum 1 (2009), 33–40. 100. "Trasformazioni religiose e societa in cambiamento," Giovanni Filoramo & Francesco Remottie, eds., Pluralismo religioso e modelli di convivenza (Alessandria: Edizioni dell'Orso, 2009), 5–15. 101. "Athens or Jerusalem: From Eschatological Hopes to Cultural Memory," J. Dijkstra, J. Kroesen, & Y. Kuiper, eds., Myths, Martyrs, and Modernity. Studies in the History of Religions in Honour of Jan N. Bremmer, J. Dijkstra, J. Kroesen, Y. Kuiper, eds., (Numen Book Series 127; Leiden-Boston: Brill, 2010), 501–513. 102. “Cristiano Grottanelli, an Albatross,” Lares 75 (2010), 263–268. 103. "Barbares ou hérétiques? Juifs et arabes dans la conscience byzantine (IVe- VIIIe s.), Mireille Loubet & Didier Pralon, eds., Eukarpa: Etudes sur la Bible et ses exégètes en hommage a Gilles Dorival (Paris: Le Cerf, 2011), 265–277; "Barbarians or Heretics? Jews and Arabs in Byzantine Consciousness," R. Bonfil, O. Irshai, G. Stroumsa, R. Talgam, eds., Jews of Byzantium: Dialectics of Minority and Majority Cultures (Jerusalem Studies in Religion and Culture 14; Leiden: Brill, 2011), 761–776. [Lätt reviderad översättning]. 104. "Jewish Survival in Late Antique Alexandria," R. Bonfil, O. Irshai, G. Stroumsa, R. Talgam, eds., Jews of Byzantium: Dialectics of Minority and Majority Cultures (Jerusalem Studies in Religion and Culture: Leiden: Brill, 2011), 257–269. 105. “From Abraham’s Religion to the Abrahamic Religions,” Historia Religionum 3 (2011), 11–22. 106. “On the Roots of Christian Intolerance,” F. Prescendi & Y. Volokhine, D. Barbu & Ph. Matthey, eds., Dans le laboratoire de l’historien des religions (Religions en perspective, 24 ; Geneva: Labor et Fides, 2011), 193–210. 107. « Réflexions sur ‘l’enracinement historique des Evangiles’, » Résurrection 141–142 (2011), 13–26. 108. "The History of Religions as a Subversive Discipline: Comparing Judaism, Christianity and Islam," Volkhard Krech & Marion Steinicke, eds., Dynamics in the History of Religion between Asia and Europe: Encounters, Notions, and Comparative Perspectives (Leiden: Brill, 2011), 149–158. 109. "Augustine and the Book," M. Vessey, ed., A Companion to Augustine (Oxford: Blackwell, 2012), 151–157. 110. “Reading Practices in Early Christianity and the Individualization Process,” Jörg Rüpke & Wolfgang Spickermann, eds., Reflections on Religious Individuality: Greco-Roman and Judeo-Christian Texts and Practices (Religionsgeschichtliche Versuche und Vorarbeiten 62; Berlin, Boston: De Gruyter, 2012), 175–192. 111. “Scriptures and paideia in late antiquity,” Maren R. Niehoff, ed,, Homer and the Bible in the Eyes of Ancient Interpreters (Jerusalem Studies in Religion and Culture 16; Leiden, Boston: Brill, 2012), 29–41; “Bibel und paideia – ‘Textgmeindschaften’ in der Spätantike,” Therese Fuhrer, Alma-Barbara Renger, Hg., Performanz von Wissen: Strategien der Wissensvermittlung in der Vormoderne (Heidelberg: Winter, 2012), 161–172. [tysk översättning]; "Ecritures et paideia dans l'antiquité tardive," Michel Tardieu & Maria Gorea, eds., Autorité des auteurs antiques: entre anonymat, masque et authenticité (Homo religiosus II, 13; Turnhout: Brepols, 2014), 189–202. [Fransk översättning]. 112. “John Selden et les origins de l’orientalisme,” Quentin Epron, ed., John Selden: juriste européen, Annuaire de l’Institut Michel Villey 3 (1012), 1–11. 113. “The Afterlife of Orphism: Jewish, Gnostic and Christian Perspectives,” Historia Religionum 4 (2012), 139–157. 114. “Robert Bellah on the Origins of Religion – A Critical Review,” Revue de l’Histoire des Religions 229 (2012), 467–477. 115. “Le sacrifice des autres,” Postface to Francesca Prescendi & Agnès Nagy, eds., Sacrifices humains: dossiers, discours, comparaisons (Bibliothèque de l’Ecole Pratique des Hautes Etudes, 160 ; Turnhout: Brepols, 2013), 269–271. 116. “God’s Rule in Late Antiquity,” Kai Trampedach & Andreas Pečar, eds., Theokratie und theokratischer Diskurs (Tübingen: Mohr Siebeck, 2013), 197–209. 117. “Athens, Jerusalem and Mecca: the Patristic Crucible of the Abrahamic Religions,” Markus Vinzent, ed., Studia Patristica 62, vol. 10 (Leuven: Peeters, 2013), 153–168. 118. “False Prophets of Early Christianity,” Beate Dignas, Robert Parker & Guy G. Stroumsa, eds., Priests and Prophets among Pagans, Jews and Christians (Leuven: Peeters, 2013), 208–229. 119. “Les sages sémitisés: nouvel ethos et mutation religieuse dans l’empire romain, “ Corinne Bonnet & Laurent Bricault, eds., Penthée: Religious Transformations in the Graeco-Roman Empire (Leiden, Boston: Brill, 2013), 293–307. 120. “Judéo-christianisme et origines de l’islam,” Comptes Rendus de l’Académie des Inscriptions et Belles Lettres 2013, 1 (janvier-mars), 489–512.; “Jewish Christianity and Islamic Origins,” Benham Sadeghi, Asad Q. Ahmed, Adam Silverstein & Robert Hoyland, eds., Islamic Cultures, Islamic Contexts: Essays in Honor of Patricia Crone (Leiden, Boston: Brill, 2014), 72–96 [reviderad engelsk version]. 121. “On the Status of Books in Early Christianity,” Carol Harrison, Caroline Humfress & Isabella Sandwell, eds., Being Christian in Late Antiquity: a Festschrift for Gillian Clark (Oxford: Oxford University Press, 2014), 57–73. 122. “‘Religion:’ America and the Rest,” [Review article on W. E. Arnal and R. T. McClutcheon, The Sacred is the Profane: The Political Nature of Religion], Method and Theory in the Study of Religion 26 (2015), 1–6. 123. “The Mystery of the Greek Letters: A Byzantine Kabbalah?” Historia Religionum, 6 (2014), 35–43. 124. “The New Self and Reading Practices in Late Antique Christianity,” Church History and Religious Culture, 95 (2015), 1–18. 125. “From Qumran to Qur’an: The Religious Worlds of Ancient Christianity,” Charlotte Methuen, Andrew Spicer, John Wolffe, eds., Christianity and Religious Plurality (Studies in Church History 51; Boydell Press, 2015), 1–13. 126. ”Three Rings or Three Impostors? The Comparative Approach to the Abrahamic Religions and its Origins,” A. Silverstein, G. G. Stroumsa, eds., & M. Blidstein, assoc. ed., The Oxford Handbook of the Abrahamic Religions (Oxford, New York: Oxford University Press, 2015), 56–70. 127. “The Scholarly Discovery of Religion in Early Modern Times,” Merry E. Wiesner-Hanks & Sanjay Subrahmanyam, eds., The Cambridge History of the World, vol. VI (Cambridge: Cambridge University Press, 2015), 313–333. |